# 中吉野広域消防組合
中吉野広域消防組合（なかよしのこういきしょうぼうくみあい）は奈良県吉野郡大淀町、下市町、黒滝村、天川村の二町二村により組織された消防組合である。消防本部は大淀町に置かれていた。奈良県のほぼ中央に位置し、管内面積約323.48平方キロメートル、人口約30,430人（平成20年12月31日現在）。奈良県広域消防組合に統合し解散した。

## 沿革
- 2014年4月1日 - 奈良県広域消防組合に統合し解散した[1][2][3]。

## 組織
- 消防本部

## 主力機械
- タンク車：1
- 消防ポンプ車：3
- 救助工作車：1
- 水難救助車：1
- 救急車:4
- 指令車：2
- 広報車：2
- 資機材搬送車：

## 消防署
| 消防署     | 住所                | 出張所                                                  |
| ---------- | ------------------- | ------------------------------------------------------- |
| 大淀消防署 | 吉野郡大淀町土田187 | なし                                                    |
| 下市消防署 | 吉野郡下市町善城152 | 黒滝：吉野郡黒滝村寺戸228-1 天川：吉野郡天川村中谷125-1 |